# Да Крус, Алессио
Але́ссио Се́рхио Ферна́ндо да Крус (нидерл. Alessio Sergio Fernando Da Cruz; 18 января 1997, Алмере, Нидерланды) — нидерландский и кабо-вердинский футболист, нападающий бразильского клуба «Атлетик» и сборной Кабо-Верде.

## Клубная карьера
В 10 лет Алессио был зачислен в команду амстердамского «Аякса», проявив себя в небольшом клубе БАС из Биддингхёйзена. Также играл в молодежных командах «Алмере Сити» и «Твенте». Дебютировал в Эредивизи 15 августа 2015 года в матче с АДО Ден Хааг. В том матче заменил Бруно Увини в перерыве. Встреча завершилась поражением команды да Круса со счётом 4:1. Позднее в 2016 году был отправлен в аренду в клуб «Дордрехт». Да Крус покинул «Твенте» в июле 2017 года, чтобы присоединиться к итальянской команде «Новара». Выступая за «Новару», да Крус стал игроком стартового состава, сыграв 19 матчей и забив 5 голов в течение шести месяцев в клубе.
3 октября 2020 года перешёл на правах аренды в нидерландский «Гронинген».
17 июля 2025 года стал игроком бразильского клуба «Атлетик».